# Огуола
Огуола или Огвола (ум. около 1295 года) — оба (правитель) средневекового бенинского государства Убини (Бенин), правивший приблизительно с 1280 по 1295 годы (по другим данным, около 1400—1430 годов). Согласно устной традиции, возвёл первые фортификационные сооружения — земляные валы и рвы — вокруг современного Бенин-Сити, а также пригласил в Бенин из Ифе первого бронзолитейщика, который обучил его подданных мастерству производства изделий из медных сплавов, впоследствии получивших известность как «Бенинская бронза».

## Происхождение и приход к власти
Согласно устной исторической традиции бини (записанной в XIX—XX веках), пятый оба Бенинского царства Огуола был одним из младших сыновей обы Эведо и, соответственно, правнуком обы Эвеки I, основателя «Второй династии» правителей Бенина. Первоначально Огуола не рассматривался в качестве будущего обы, но когда его отец умер, оказалось, что наследник престола Обуобо, старший брат Огуола, находится в военном походе в районе Ика-Ибо на западном берегу Нигера и никто, согласно устной традиции, не знал как с ним связаться, поэтому новым обой короновали Огуолу.

## Правление
Вскоре после того, как Огуола был посажен на трон, в Бенин вернулся Обуобо. Как гласит устная бенинская традиция, ему было предложено занять пост правителя (оногие) расположенного неподалеку от столицы поселения Авбиама, на что Обуобо, якобы тут же согласился. При этом наследственные вожди Авбиама, исстари руководившие этим поселением, перешли в подчинение Обуобо. Некоторые исследователи (в частности, Д. М. Бондаренко) выражают обоснованные сомнения в том, что после смерти обы Эведо никто на самом деле не смог разыскать Обуобо, а также в том, что он с готовностью обменял престол обы на титул оногие одного из поселений. Не исключено, что Обуобо стал жертвой тайной дворцовой интриги части членов правящего дома и высокопоставленных вождей, к примеру, «вождей-выборщиков» (узама н’ихинрон), которые могли опасаться, что возмужавший и закалённый в военных походах Обуобо продолжит политику Эведо по отстранению их от власти, в отличие от молодого и неискушённого в политике Огуолы. Вероятно, Обуобо даже и не пробовали искать в Ика-Ибо, так как его отсутствие в столице пришлось весьма кстати для тех, кто не хотел видеть его на бенинском престоле. Когда же Обуобо вернулся в Бенин, он оказался в сложной ситуации — с одной стороны, принцип первородства при наследовании престола обы ещё не был официально закреплён, с другой стороны, его брат уже был коронован и в глазах подданных являлся законным верховным правителем. Вероятно, вождям и членам правящего дома удалось уговорить Обуобо согласиться на титул оногие Авбиама и не затевать междоусобную борьбу за верховную власть.
Устная традиция, записанная придворным бенинским хронистом Джекобом У. Эгхаревба, приписывает Огуоле возведение первых крепостных валов и рвов вокруг города Бенина. Утверждается, что именно Огуола обнёс город двумя внешними линиями оборонительных сооружений — земляных валов и рвов — около 1280 и около 1290 годов соответственно, в то время как третья, внутренняя линия оборонительных сооружений, была возведена около 1460 года при обе Эвуаре Великом. Британский археолог Грэм Конна, проводивший первые археологические раскопки в Бенин-Сити в 60-х годах XX века, отмечал по этому поводу, что ему не удалось с точностью установить какие из трёх фортификационных линий вокруг средневекового города были возведены раньше, а какие позже. Согласно устной традиции, Огуола возвёл первую линию земляных валов и рвов для защиты от войск враждовавшего с Бенином правителя Удо Акпанигиакона, хотя не исключено, что новый оба опасался и возможного нападения со стороны своего старшего брата Обуобо. Помимо столицы, Огуола приказал обнести защитными валами и рвами все важные города и селения своего государства. Не желая начинать войну с Удо, Огуола попытался заключить с Акпанигиаконом династический союз, предложив ему в жёны одну из своих дочерей, однако правитель Удо всё равно пошёл на него войной. Тогда Огуола послал против Удо войска под командованием военачальника Огиобо. В битве при селении Урхезен Акпанигиакон был разбит и пал в бою, после чего Огиобо взял Удо, захватил его вождей и отправил в Бенин, где они были казнены. Новым оногие Удо Огуола назначил Огиобо. Следствие военных успехов Огуолы стало учреждение им нескольких новых вождеских титулов, в частности, военного титула игхизамете — «не обращающий внимания на захватчиков и мятежников». Кроме того, при Огуоле происходило и мирное расширение территории Бенинского царства, прежде всего, путём поощрения миграции бини в новые земли.

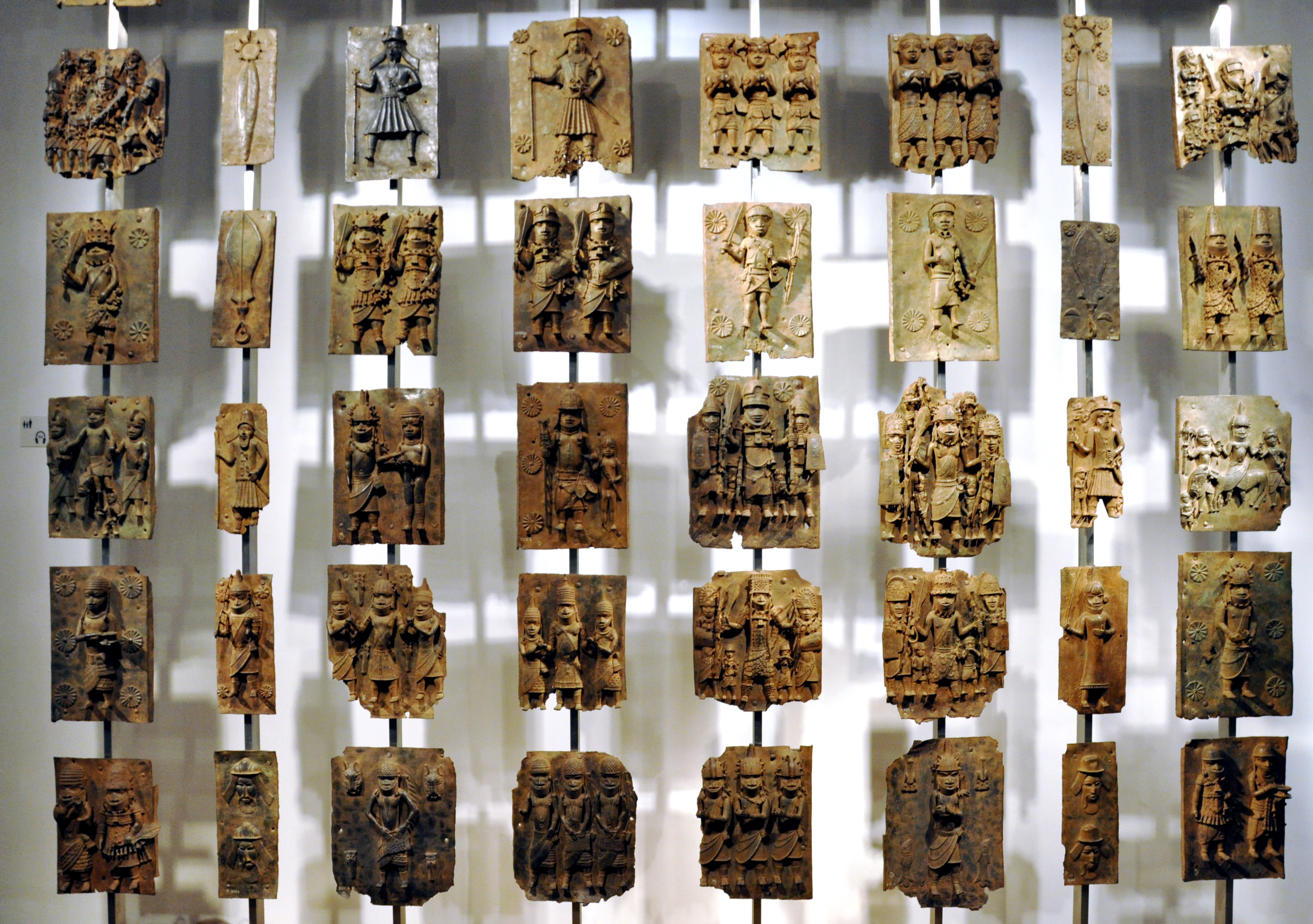
Бенинская бронза из дворца обы, XVI—XVII век. Британский музей

Бенинская устная традиция в изложении Дж. У. Эгхаревбы утверждает также, что именно Огуола пригласил из Ифе в Бенин бронзолитейщика по имени Игуэгха, который обучил бини мастерству литья из медных сплавов (прежде всего, из латуни), результатом чего стало появление на свет искусства «Бенинской бронзы». По приказу Огуолы была учреждена бенинская гильдия бронзолитейщиков (игун-эронмвон), которую возглавил Игуэгха с наследственным титулом инне. Бронзовое (а точнее, латунное) литьё стало исключительно придворным искусством — в отличие от других объединений бенинских ремесленников, гильдии бронзолитейщиков было запрещено отливать бронзу и продавать её кому-либо за пределами дворца обы. В дальнейшем литейщики бронзы стали официальными хронистами обы: всякий раз, когда во дворце происходило что-то, представляющее государственное значение, члены гильдии при этом присутствовали, внимательно наблюдали и мысленно фиксировали подробности событий, после чего коллективно отливали их в бронзе. Сама легенда о приглашении Игуэгхи из Ифе многими исследователями подвергается сомнению, однако факт преемственности бенинского искусства от ифского большинством исследователей признаётся.

## Наследники
Согласно устной традиции бини, после смерти Огуолы на престол вступил его старший сын Эдони (около 1295—1299 гг.), который оставил в памяти бининцев недобрую память о своём недолговременном правлении: он совершенно не занимался делами государства, всё своё время отдавая «сладострастным» удовольствиям. После Эдони верховным правителем стал его младший брат Удагбедо (около 1299—1334 гг.). Не в пример Эдони, Удагбедо устная традиция характеризует как достойного правителя, много заботившегося о развитии земледелия. При нём происходили значительные миграции населения из Бенина на запад, вплоть до территории современной Ганы, что подтверждается и устной традицией народа га. Удагбедо на бенинском престоле сменил оба Охен (около 1334—1370 гг.) — ещё один сын Огуолы. Охен (или Авхен) страдал параличом ног, но тщательно скрывал это от подданных, поскольку по представлениям бини только физически полноценный человек был вправе обладать властью. Последующие обы Бенина были потомками Охена.